# Girgensohnia imbricata
Girgensohnia imbricata är en amarantväxtart som beskrevs av Aleksandr Andrejevitj Bunge. Girgensohnia imbricata ingår i släktet Girgensohnia och familjen amarantväxter. Inga underarter finns listade i Catalogue of Life.